# Sury-le-Comtal

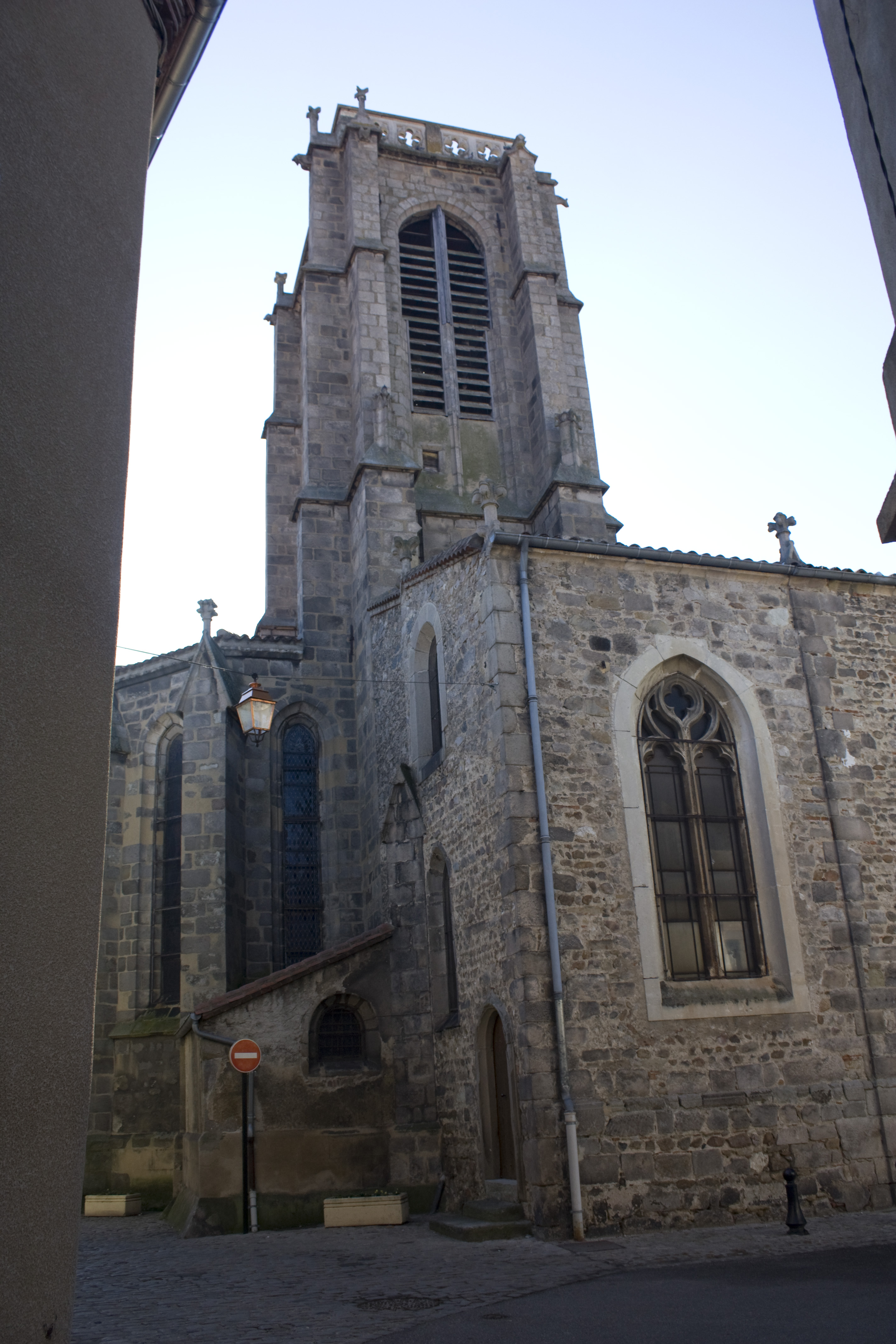
Kościół w Sury-le-Comtal, 2011

Sury-le-Comtal – miejscowość i gmina we Francji, w regionie Owernia-Rodan-Alpy, w departamencie Loara.
Według danych na rok 1990 gminę zamieszkiwały 4592 osoby, a gęstość zaludnienia wynosiła 190 osób/km² (wśród 2880 gmin regionu Rodan-Alpy Sury-le-Comtal plasuje się na 189. miejscu pod względem liczby ludności, natomiast pod względem powierzchni na miejscu 356.).